# فيصل عرفان
فيصل عرفان (28 فبراير 1979 في باكستان - ) هو لاعب كريكت باكستاني.

## وصلات خارجية
- فيصل عرفان على موقع إي آس بي آن كريك إنفو (الإنجليزية)